# Sklerotin

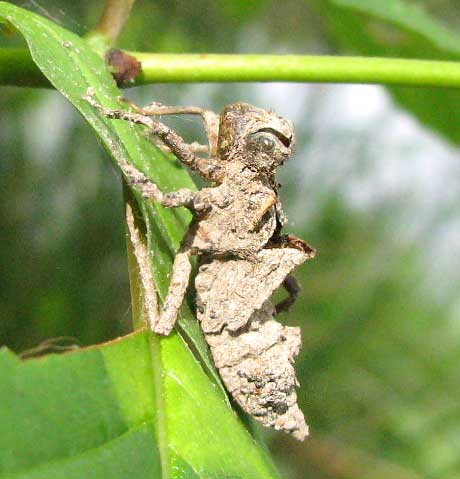
Insekten-Exoskelett: verlassene Puppenhülle einer Libelle

Sklerotine (altgriechisch σκληρός sklēros „hart“) sind durch Chinon-Derivate verfestigte Arthropodine (Strukturproteine), die im Exoskelett von Gliederfüßern (Arthropoden wie Insekten und Krebstieren) eine wesentliche Komponente darstellen. Sie kommen außer bei Tieren (Gliederfüßer und Plattwürmer) auch bei Protisten vor. Die Einlagerung von Sklerotin (Sklerotisierung) bewirkt eine Verfestigung anatomischer Strukturen, besonders an mechanisch stark beanspruchten Stellen.

## Vorkommen
In der Cuticula der Insekten tritt Sklerotin mit einem Anteil von 50 bis 70 % in der Regel gemeinsam mit Chitin auf. Chitin ohne Sklerotin ermöglicht eine Flexibilität dieser Bereiche. Im Exoskelett mariner Krebstiere ist sein Anteil deutlich geringer, hier sorgt die Einlagerung von Kalziumsalzen durch Kalzifizierung für die nötige Festigkeit.

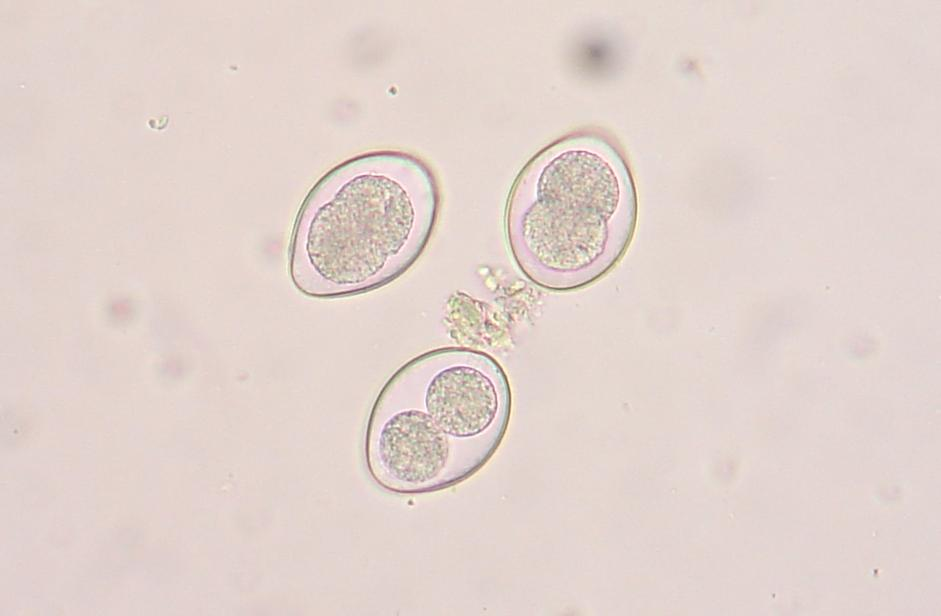
Oocysten von Kokzidien einer befallenen Katze

Bei Plattwürmern tritt es in den Eischalen von Saugwürmern und Strudelwürmern auf, wird von den Dotterstockzellen (Vitellocyten) des Keimdotterstocks synthetisiert. Bei Protisten ist es eine Hauptkomponente der schützenden Außenschicht der Oocysten von Kokzidien.

## Sklerotisierung
Bei der Sklerotisierung werden Phenol- und Chinon-Verbindungen durch das Enzym Phenoloxidase (wie Polyphenoloxidase EC 1.10.3.1) an aminoreiche Strukturproteine kovalent gebunden. Durch die Sklerotisierung erfolgt eine Polymerisierung der Komponenten, die so gebildete Matrix wird starr, sie kann nicht mehr enzymatisch abgebaut werden und bettet die weiteren Komponenten der Cuticula fixierend ein. Die Sklerotisierung beinhaltet auch kovalente Bindungen der Chinone mit Aminogruppen von Chitin und Aminosäuren anderer Proteine und führt zu einer dunklen Färbung der Arthropodine, z. B. in der Cuticula von Käfern. 
In Anwesenheit von Lipiden während der Sklerotisierung erhält die Insektencuticula wasserabstoßende Eigenschaften.